# Буянки
Буянки́ — село в Україні, у Ріпкинській селищній громаді Чернігівського району Чернігівської області. Населення становить 321 осіб. До 2020 орган місцевого самоврядування — Вишнівська сільська рада.

## Історія

### Литовсько-польський період
Село ймовірно засноване у другій половині 15 століття

### Гетьманщина
Село Буянки входило до складу Роїської сотні Чернігівського полку Гетьманщини. 3 березня 1690 р. російські царі Іван і Петро Олексійовичі, на прохання гетьмана Івана Мазепи, дарують колишньому чернігівському судді Пантелеймону Радичу, за особисту хоробрість у війнах з Туреччиною участь у кримських походах, с. Буянки Ройської сотні.
12 червня 2020 року, відповідно до розпорядження Кабінету Міністрів України № 730-р «Про визначення адміністративних центрів та затвердження територій територіальних громад Чернігівської області», увійшло до складу Ріпкинської селищної громади.
19 липня 2020 року, в результаті адміністративно - територіальної реформи та ліквідації Ріпкинського району, село увійшло до складу Чернігівського району Чернігівської області.

## Населення

### Мова
Розподіл населення за рідною мовою за даними перепису 2001 року:
| Мова       | Кількість | Відсоток |
| ---------- | --------- | -------- |
| українська | 313       | 97.51%   |
| російська  | 5         | 1.56%    |
| білоруська | 3         | 0.93%    |
| Усього     | 321       | 100%     |

## Культура
У селі розташована пам'ятка архітектури місцевого значення — церква Святого Михайла.

## Господарство
Діє Фінансова група «РОСЬ 2008». Вид діяльності: вирощування зернових та технічних культур.